# Gora Isaeva
Gora Isaeva är ett berg i Antarktis. Det ligger i Östantarktis. Australien gör anspråk på området. Toppen på Gora Isaeva är 1 586 meter över havet.
Terrängen runt Gora Isaeva är huvudsakligen lite kuperad. Trakten är obefolkad. Det finns inga samhällen i närheten.